# Taxithelium binsteadii
Taxithelium binsteadii là một loài rêu trong họ Sematophyllaceae. Loài này được Broth. & Dixon mô tả khoa học đầu tiên năm 1915.